# M31 HEAT ライフルグレネード
M31 HEAT ライフルグレネードは、アメリカ合衆国の22mmライフルグレネード（小銃擲弾）である。陸上自衛隊では、M31対戦車小銃てき弾（エム31たいせんしゃしょうじゅうてきだん）として採用し、普通科部隊などが装備している。

## 概要
1950年代末、アメリカ陸軍・海兵隊の装備しているENERGA ライフルグレネードを更新するために開発された。
弾頭はENERGAと同様の成形炸薬弾であったが、信管は機械式からより構造が単純で信頼の置ける圧電効果を利用したものとされ、有効角度は65度までと広くなった。発射後、安定翼及び3枚のディスクの回転により姿勢を保ち、おおよそ10m前後で1枚のディスクを放出して飛行する。
直径は、ENERGAの75mmから66mmに小型化された。装甲貫通能力は250-305mmと言われていたが、1970年代半ば、1973年に鹵獲されたソビエト連邦製の戦車を使用して行った実験により、装甲板に対して200mm、コンクリートに対して400mmとされた。
米軍で後に開発される対戦車ロケット弾M72 LAWの弾頭はM31とよく似た形状をしており、影響を与えたことを伺わせる。

### 陸上自衛隊
- てき弾を64式7.62mm小銃の銃口に差し込み、実包ではなく専用の薬包（ガス圧発生用空砲）を用いて発射する[1]。黄燐発煙弾頭なども用意されていた[1]。
- 現在では、実戦部隊ではほとんど使われる事のない装備火器である。予備火器としての保有と、新隊員教育における教育などにおいて演習弾などの射撃のみ行われている。

## ギャラリー

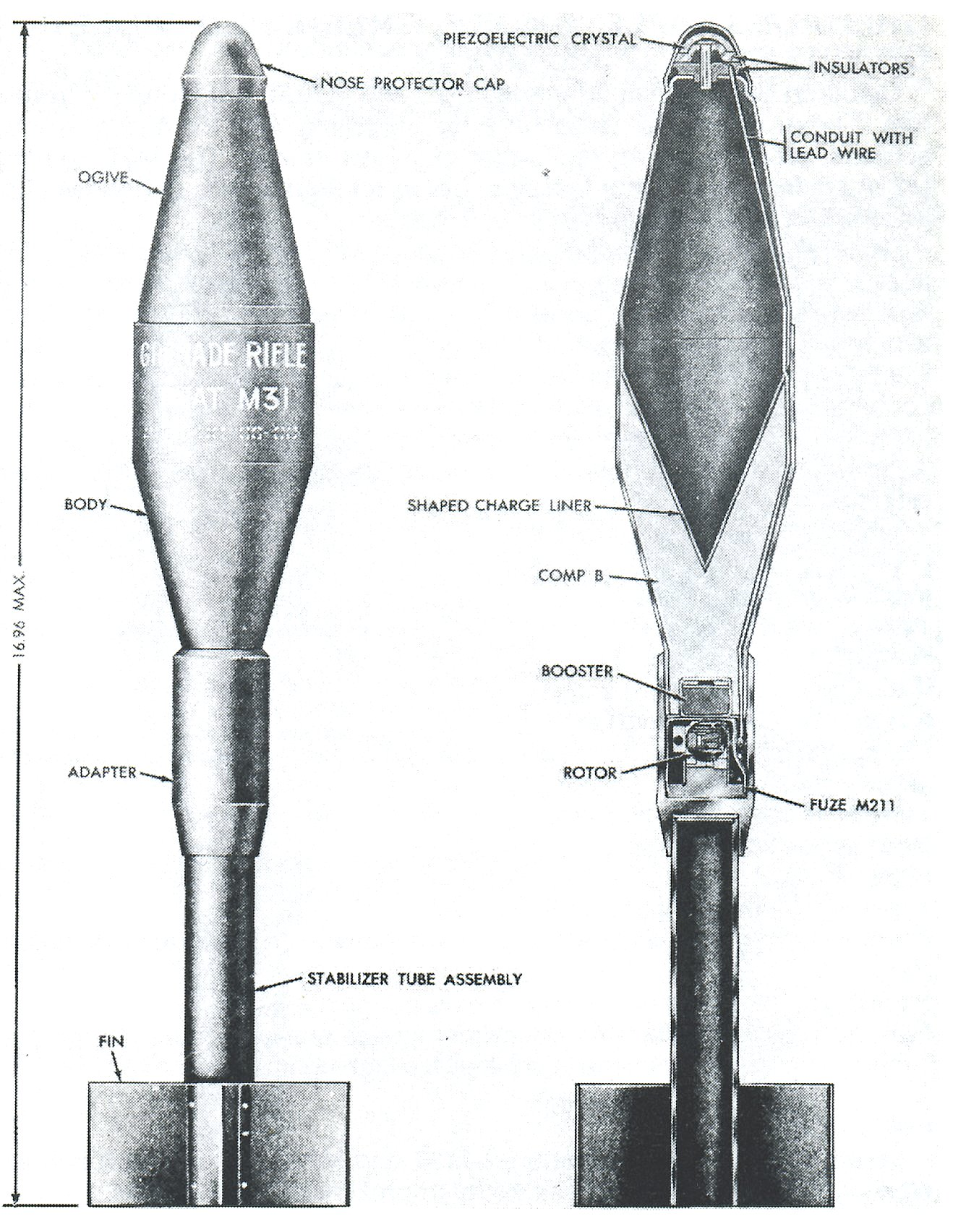
断面図
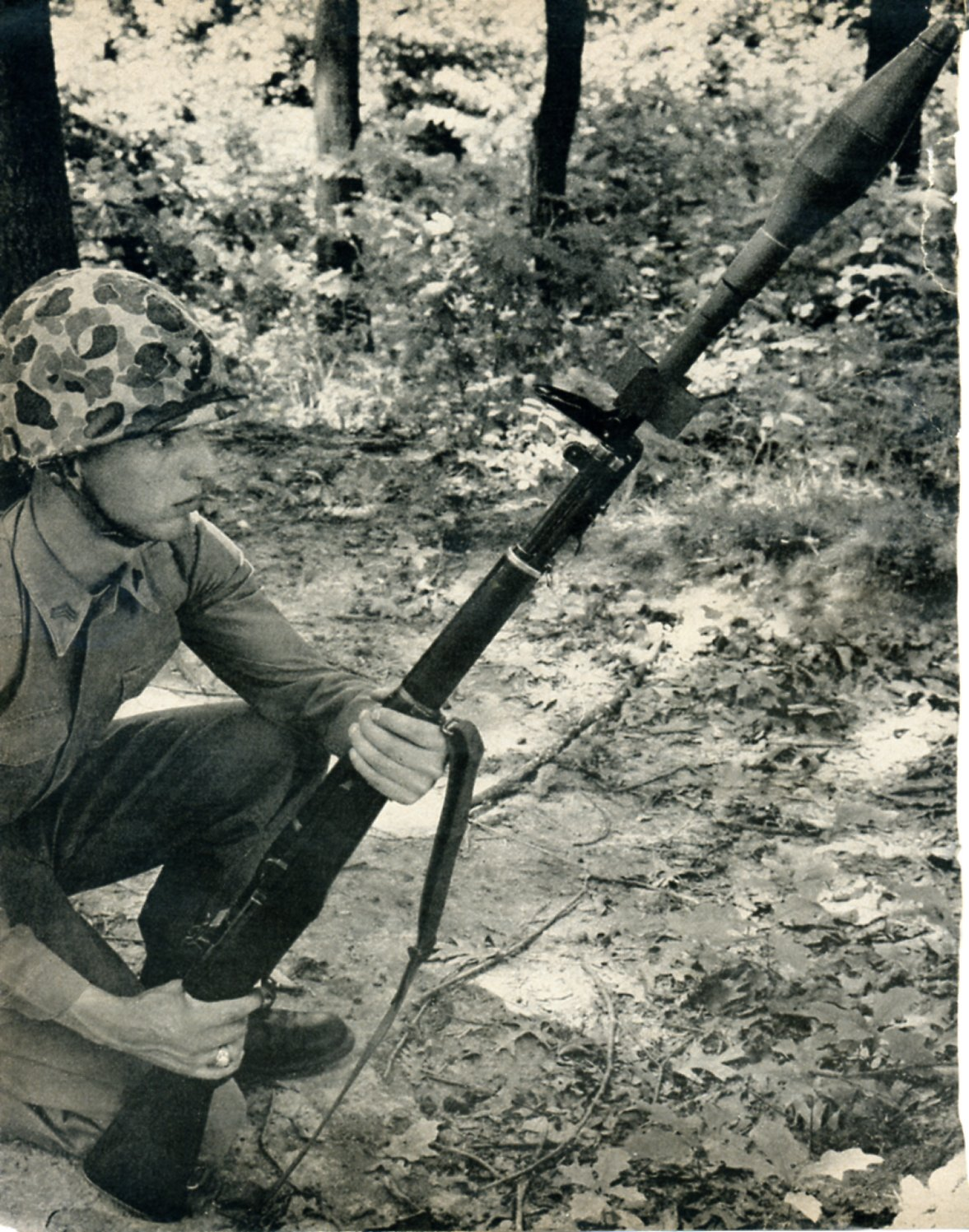
M31をM1に装填した海兵隊員
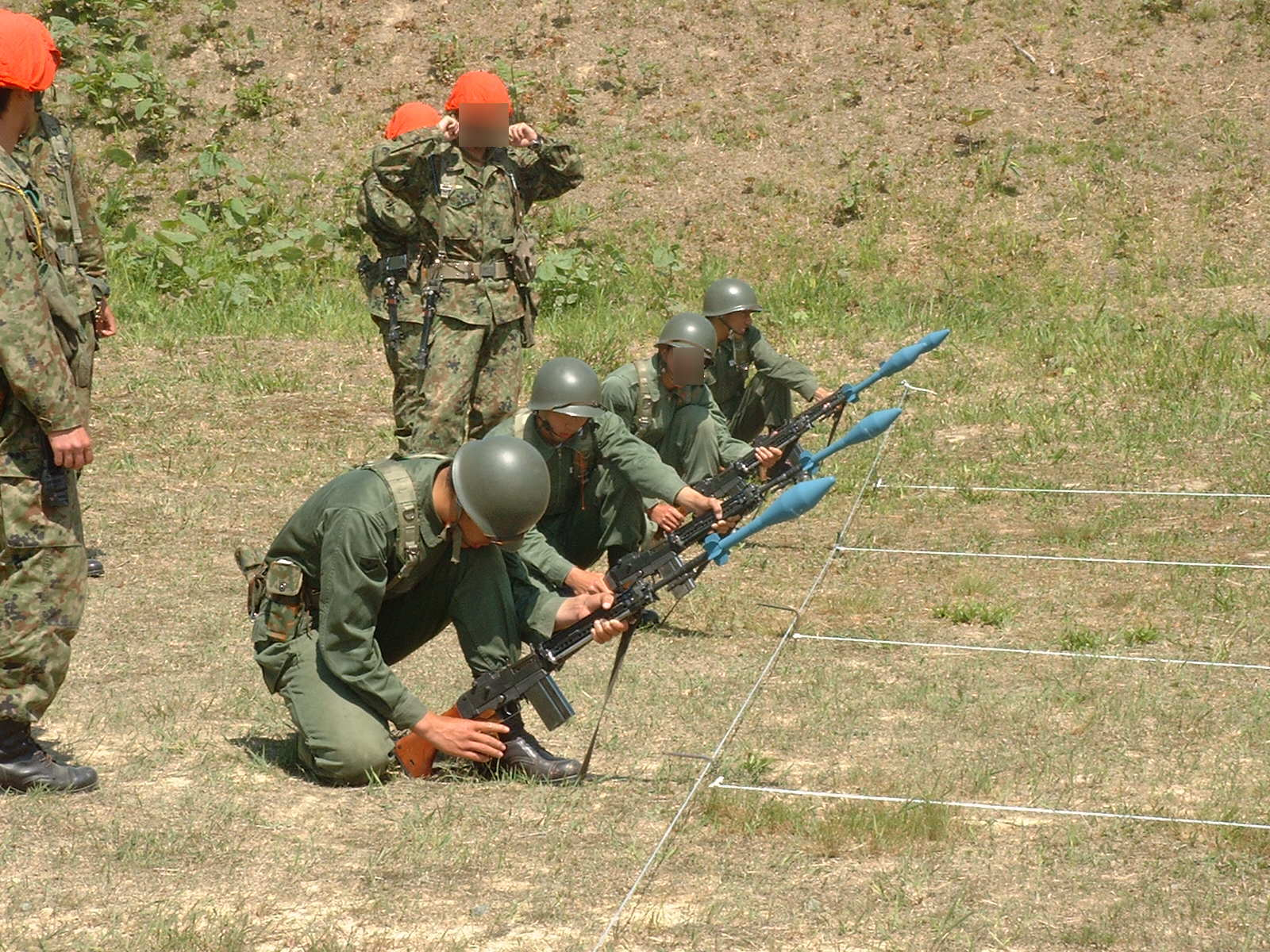
64式小銃に取り付けて訓練中（弾頭が青く、演習弾を使用しているのが確認できる）